# Argia collata
Argia collata là một loài chuồn chuồn kim trong họ Coenagrionidae.
Argia collata is in 1865 voor het eerst wetenschappelijk beschreven door Selys.